# Vine (Videoportal)
Vine (Kofferwort aus: Video network) war ein Videoportal zum Austausch sehr kurzer Filmaufnahmen. Registrierte Benutzer konnten auf das Portal 6 Sekunden lange Videoclips hochladen und sie damit – im Sinne eines sozialen Netzwerks – mit anderen „teilen“. Der Online-Dienst wurde im Herbst 2012 von Twitter, Inc. übernommen. Es standen kostenlose Apps für Android, iOS, Windows 10 Mobile und Windows 10 zur Verfügung.
Am 27. Oktober 2016 gaben Twitter und Vine bekannt, in den kommenden Monaten den Dienst und die Video-App Vine hierzu einzustellen. Die Nutzer wurden hierüber allerdings im Vorfeld frühzeitig informiert. Die endgültige Schließung Vines erfolgte am 17. Januar 2017. Seitdem können dem Netzwerk keine neuen Videos mehr hinzugefügt werden, sondern vorerst nur noch alte heruntergeladen werden.

## Konzept
Mit Vine konnten Videos mit einer maximalen Länge von sechs Sekunden aufgenommen und veröffentlicht werden. Der Nutzer hatte die Möglichkeit, auf zwei Weisen mit seinem Smartphone oder Tabletcomputer zu filmen: kontinuierlich oder mit Zwischenstopps. Gerade wegen Letzterem erinnern viele Vine-Filme an animierte GIFs, eine Technik, die in den 1990er-Jahren populär war, damals jedoch ohne Ton. Ist das Video vorbei, fängt es wieder von vorne an (Loop). Von der Ästhetik her lehnen sich viele Clips an die Idee des Stopptricks an. Twitter war an Vine unter anderem interessiert, weil es zu den kurzen Textnachrichten passte.
Wie bei anderen „Sharing“-Plattformen musste der Nutzer ein eigenes Profil anlegen, um Videos hochladen zu können. Sein Gefallen konnte der Rezipient, der das Video sieht, durch ein Tippen auf die Schaltfläche Gefällt Mir zum Ausdruck bringen, hier in Form eines Smileys. Außerdem gibt es das Follower-System und die Hashtags wie bei Twitter.

### Updates
Nach der Veröffentlichung von Vine gab es mehrere Updates, die dem Verlangen der Benutzer nach mehr Funktionen gerecht werden sollten. Ende März 2013 wurde es möglich gemacht, Vine auf Webseiten, wie z. B. eigenen Blogs, einzubetten.
Ende April 2013 führte Vine die Möglichkeit ein, Aufnahmen auch mit der Frontkamera zu machen. Seitdem war es einfacher, von sich selbst Videos zu drehen. Das bisher größte Update erfolgte Anfang Juli 2013. Es beinhaltete die Einführung der Revine-Funktion, mit der Vines von anderen Nutzern innerhalb der Community geteilt werden konnten. Hierbei handelt es sich um einen typischen Bestandteil sozialer Netzwerke, den es auch bei Twitter in Form der Retweets gibt. Dieses Update beinhaltete des Weiteren die Möglichkeit, einen Account auf „privat“ zu setzen und die Clips damit nur seinen Followern zugänglich zu machen. Außerdem wurden 15 Kanäle mit Themen eingeführt, auf welche der Nutzer seine Clips stellen kann.

## Entwicklung
Vine wurde im Juni 2012 von Dominik Hofmann und Rus Jussupow gegründet. Im Juli 2012 stieg Colin Kroll als CTO ein. Im Oktober 2012 wurde Vine von Twitter, Inc. für rund 30 Millionen US-Dollar übernommen. Deren CEO Dick Costolo nannte es „The next big thing“. Am 24. Januar 2013 wurde Vine im App Store für iOS veröffentlicht. Am 3. Juni 2013 folgte die Version für Android im Google Play.
Anfang April 2013 erreichte Vine in den USA den ersten Platz der kostenlosen Apps im App Store. Anfang Juni 2013, unmittelbar vor der Veröffentlichung für Android, hatte Vine 13 Millionen Benutzer zu verzeichnen. Bis Ende August stieg die Nutzerzahl auf 40 Millionen an.
Seit dem 12. November 2013 war Vine auch für Microsoft Windows Phone 8 kostenlos erhältlich.

## Kritik
Oftmals wurden die langen Ladezeiten für die Videos bemängelt. Twitter Inc. versuchte diesen Mangel mit Updates zu beheben.
Nicht lange nach der Veröffentlichung wurden erste pornografische Videos hochgeladen. Dies widersprach den Richtlinien des iOS-App-Stores. Unmittelbar nach Auftauchen der Videos änderte Twitter Inc. das Mindestalter für die Nutzung des Videoportals von 12 auf 17 Jahre.

## Vine und Instagram
Von Anfang an wurden Vergleiche zum Foto-Sharing-Dienst Instagram aufgestellt, welcher zur Meta Platforms (vormals Facebook Inc.) gehört. Der Machtkampf der beiden Internetkonzerne Facebook und Twitter spiegelte sich, seit der Veröffentlichung von Vine, in der Entwicklung der beiden Anwendungen wider.
So entschied sich Facebook bereits wenige Stunden, nachdem Vine auf dem Markt war, den Benutzern dieser App zu verbieten, nach Facebook-Freunden zu suchen. Gleiches hatte Twitter im Juli 2012 veranlasst, als Benutzer von Instagram nicht mehr nach ihren Twitter-Kontakten suchen durften.
Vine wurde im Laufe der ersten Hälfte 2013 zunehmend populärer. So wurden Anfang Juni mehr Vine-Videos als Instagram-Fotos auf Twitter gepostet und die Benutzerzahlen von Vine stiegen schneller als die von Instagram in den Monaten nach dessen Veröffentlichung.
Ende Juni 2013 führte Facebook Videos auf Instagram ein, die Ähnlichkeiten mit den Vine-Filmchen haben und in den Medien als Antwort Facebooks auf Vine aufgenommen wurden. Die Videos von Instagram unterscheiden sich durch die Länge von maximal 15 Sekunden, die Filterfunktion und dadurch, dass die Videos nicht in einer Endlosschleife laufen. Die Grundidee, dass die Aufnahme angehalten werden und der Benutzer später weiter filmen kann, ist die Gleiche. Vine wurden daraufhin Probleme prophezeit, da das Monopol auf Kurzvideos gebrochen wurde. Tatsächlich ging in den Wochen nach der Einführung der Instagram-Videos die Benutzung von Vine zurück.